# Duosperma parviflorum
Duosperma parviflorum är en akantusväxtart som beskrevs av Hedren och Vollesen. Duosperma parviflorum ingår i släktet Duosperma och familjen akantusväxter. Inga underarter finns listade i Catalogue of Life.